# Język nuer
Język nuer − język z rodziny nilo-saharyjskiej z zachodniego odłamu nilotyckiej gałęzi języków wschodniosudańskich, używany przez ponad 800 tys. Nuerów, głównie w Sudanie Południowym (ok. 740 tys. mówiących), a także w zachodniej Etiopii (ok. 64 tys. mówiących). Dzieli się na kilka dialektów. Większość użytkowników w Sudanie posługuje się także językiem arabskim. 